# Hôtel Doelen
Le NH Collection Amsterdam Doelen est un hôtel historique situé dans le Binnenstad (centre historique) d'Amsterdam. Fondé en 1815 sur l'emplacement de l'ancien Kloveniersdoelen, il est le plus ancien hôtel de la ville,. Il est situé sur le canal Binnen-Amstel à l'extrémité sud du Kloveniersburgwal.
L'hôtel, achevé en 1883, a été désigné en 2001 comme rijksmonument (monument national néerlandais). La partie la mieux conservée de l'intérieur est le hall au centre, avec des escaliers et une balustrade en marbre et des œuvres d'art de l'artiste Gerrit Hendrik Heinen (nl).

## Histoire
Doelen signifie « Cibles » en néerlandais, du nom d'une tour faisant partie des murs de défense d'Amsterdam. En 1815, cette partie du Kloveniersdoelen devint l'hôtel Brack's Doelen. Au cours de l'Exposition internationale coloniale et d'exportation, l'ancien bâtiment a été démoli en 1882-83 pour faire place à l'actuel hôtel Doelen, un bâtiment d'architecture néo-Renaissance conçu par l'architecte JF van Hamersveld. Une partie des murs et des fondations a été intégrée à l'édifice. Quelques détails de l'hôtel rappellent l'ancien Kloveniersdoelen. Le pignon de l'hôtel et la coupole du côté Amstel de l'hôtel font référence à l'ancienne tour. Les sculptures des Gardes de la ville font référence à l'ancienne vocation du site. En 1900, l'hôtel a été rénové et modernisé. Les bateaux d'excursion sur les canaux d'Amsterdam ont leurs origines à l'hôtel Doelen. Le premier bateau d'excursion sur le canal de la ville, nommé De Tourist, a quitté l'hôtel en 1909. Les 5 et 6 juin 1964, les Beatles séjournent à l'hôtel lors d'une tournée européenne et australienne. Le groupe occupait tout le premier étage. 
En 1997, le groupe Krasnapolsky a acheté l'hôtel. Krasnapolsky a été acheté par la chaîne espagnole NH Hotels en 2000 et le nom de l'hôtel a été changé en NH Doelen. En 2016, le groupe NH a rénové l'hôtel et l'a rouvert sous le nom de « NH Collection Amsterdam Doelen »,,.

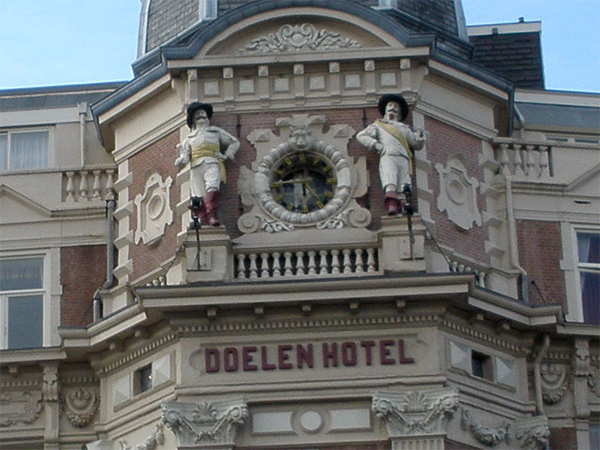
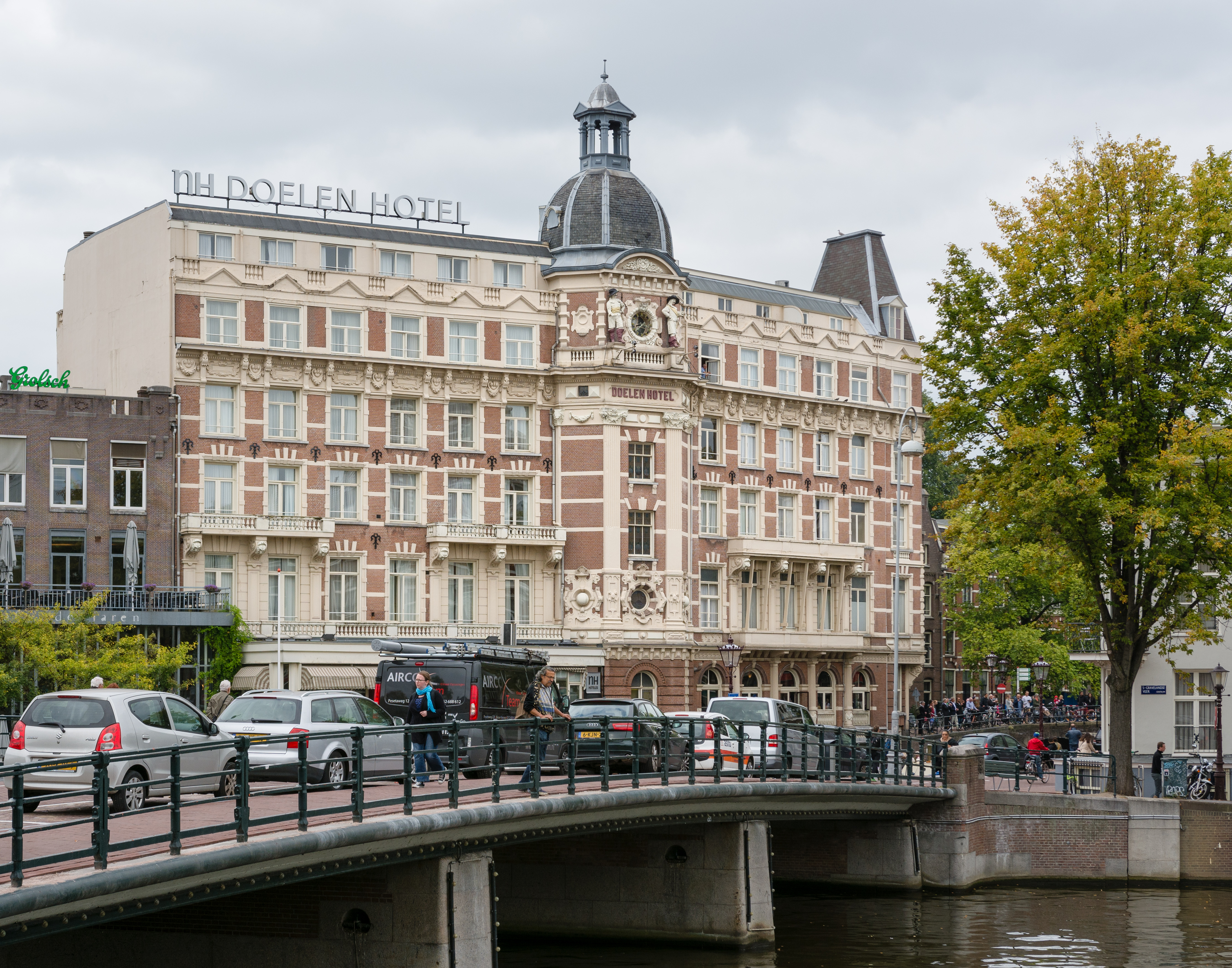
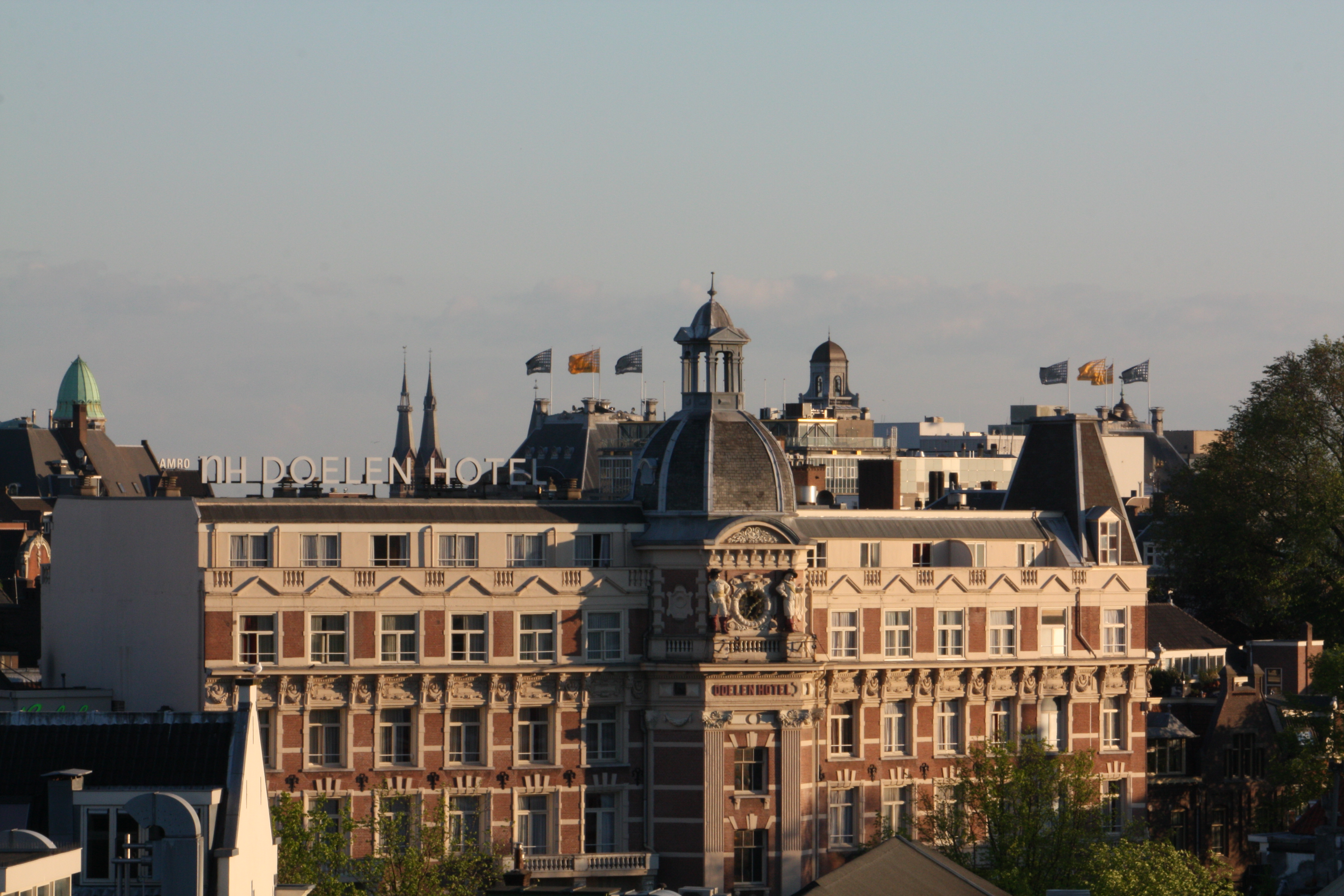